# Tinténiac
Tinténiac (bret. Tintenieg) – miejscowość i gmina we Francji, w regionie Bretania, w departamencie Ille-et-Vilaine.
Według danych na rok 1990 gminę zamieszkiwały 2163 osoby, a gęstość zaludnienia wynosiła 92 osoby/km² (wśród 1269 gmin Bretanii Tinténiac plasuje się na 283. miejscu pod względem liczby ludności, natomiast pod względem powierzchni na miejscu 408.).